# ازدواجية موجة جسيم
ازدواجية موجة جسيم (بالإنجليزية: Wave–particle duality) هي مفهوم في ميكانيكا الكم وفيه يمكن وصف كل جسيم أو كلية كمومية إما بجسيم أو بموجة. يُظهر هذا المفهوم عن عجز المفاهيم الكلاسيكية الجسيم أو الموجة على الوصف الكامل لسلوك الأجسام في المقياس الكمومي. ومثلما كتب آينشتاين:
«يبدو أنه علينا استخدام النظرية الواحدة أحيانًا والنظرية الأخرى أحيانًا أخرى وفي أحيان معينة نستخدم أي منهما. نواجه نوعًا جديدًا من الصعوبة، لدينا صورتين متعارضتين للواقع؛ إن كانتا منفصلتين لا تشرح أي منهما ظاهرة الضوء بشكل كامل ولكنهما معًا يشرحانها بصورة مثالية».
من خلال أعمال ماكس بلانك، إرفين شرودنغر ، ألبرت آينشتاين، بول ديراك ، لويس دي بروي، آرثر كومبتون، نيلز بور وعلماء آخرين، ترى النظرية العلمية الحالية أن الجسيمات تُظهر طبيعة موجية والعكس صحيح. أُكِدَت هذه النظرية ليس فقط للجسيمات البدائية بل أيضًا للجسيمات المركبة مثل الذرات أو حتى الجزيئات. بالنسبة للجزيئات العيانية وبسبب طول الموجة القصير الذي تتمتع به، لا يمكن التقاط الخاصية الموجية لها.
على الرغم من أن ازدواجية موجة-جسيم كانت فعالة في الفيزياء، لم يُحل تفسيرها بشكل مرضي.

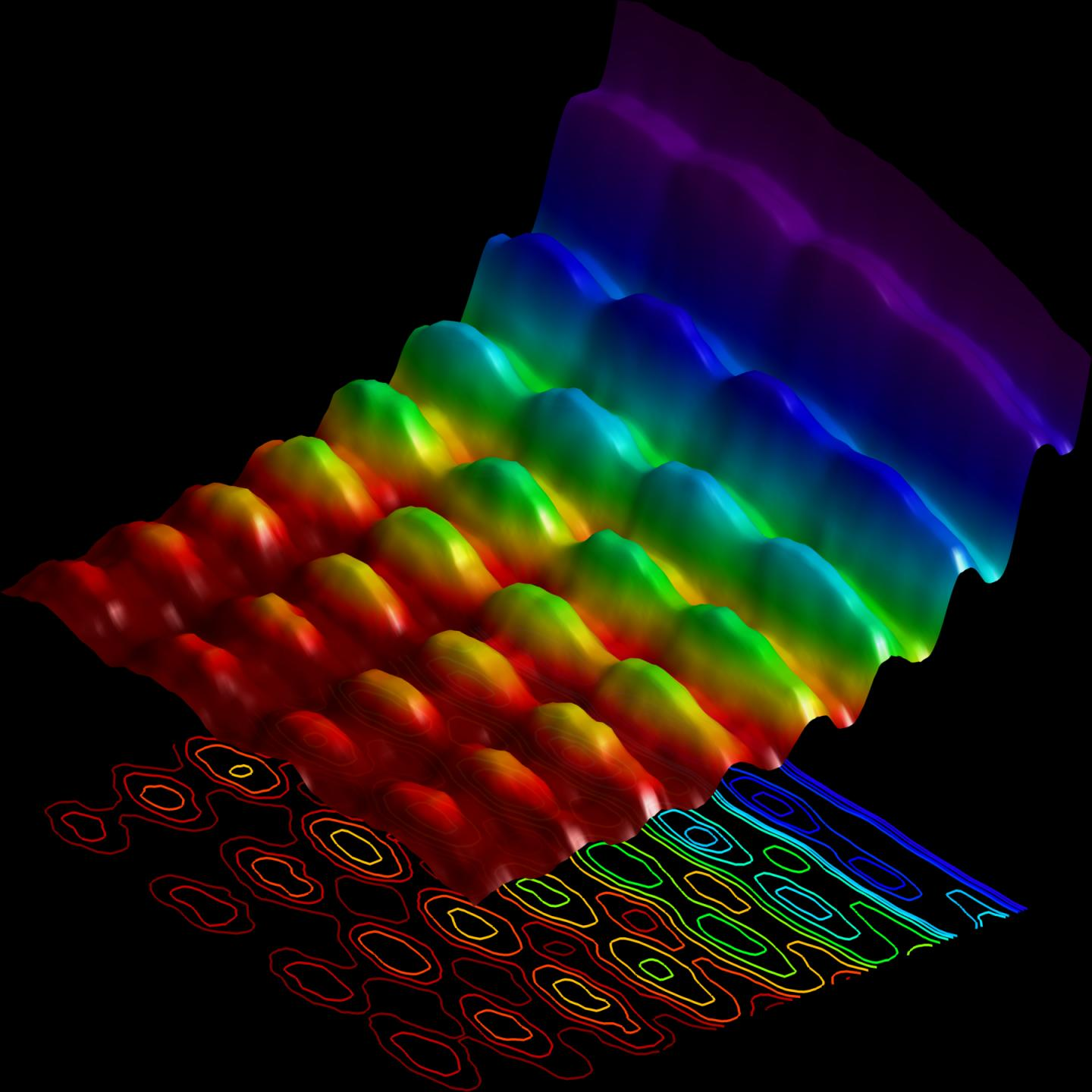
أول صورة للضوء كموجة وجسيم

حدد بور «مفارقة الازدواجية» بصفتها الحقيقة الأساسية أو الميتافيزيقية للطبيعة. إن نوعًا مُعطى من الأجسام الكمومية سيظهر أحيانًا بصفته موجة وأحيانًا أخرى بصفته جسيمًا أو رمزًا وبشكل متعاقب عدة صفات فيزيائية. رأى بور هذه الازدواجية بصفتها وجهًا لمفهوم المكاملة، وأشار أن التخلي عن علاقة السبب والنتيجة أو المكاملة لصورة الزمكان أمر أساسي في اعتبار ميكانيكا الكم.
اعتبر فيرنر هايزنبرغ السؤال أبعد من ذلك، إذ رأى أن الازدواجية موجودة في كل الكليات الكمومية، ولكن ليس بالقدر الكمومي الذي اعتبره بور. رأى أن ما يُدعى التكمية الثانية والتي تولد حقولًا توجد في الزمكان الاعتيادي وبشكل سببي ما تزال واضحة للعيان. تُستبدل قيم الحقول الكلاسيكية (مثل قوى الحقل الكهربائي والمغناطيسي لماكسويل) بنوع جديد كليًا لقيم الحقل مُعتبرة في نظرية ميكانيكا الكم. عند قلب المنطق، يمكن استنتاج ميكانيكا الكم بصفتها نتيجةً خاصة لنظرية الحقل الكمومي.

## خلفية تاريخية

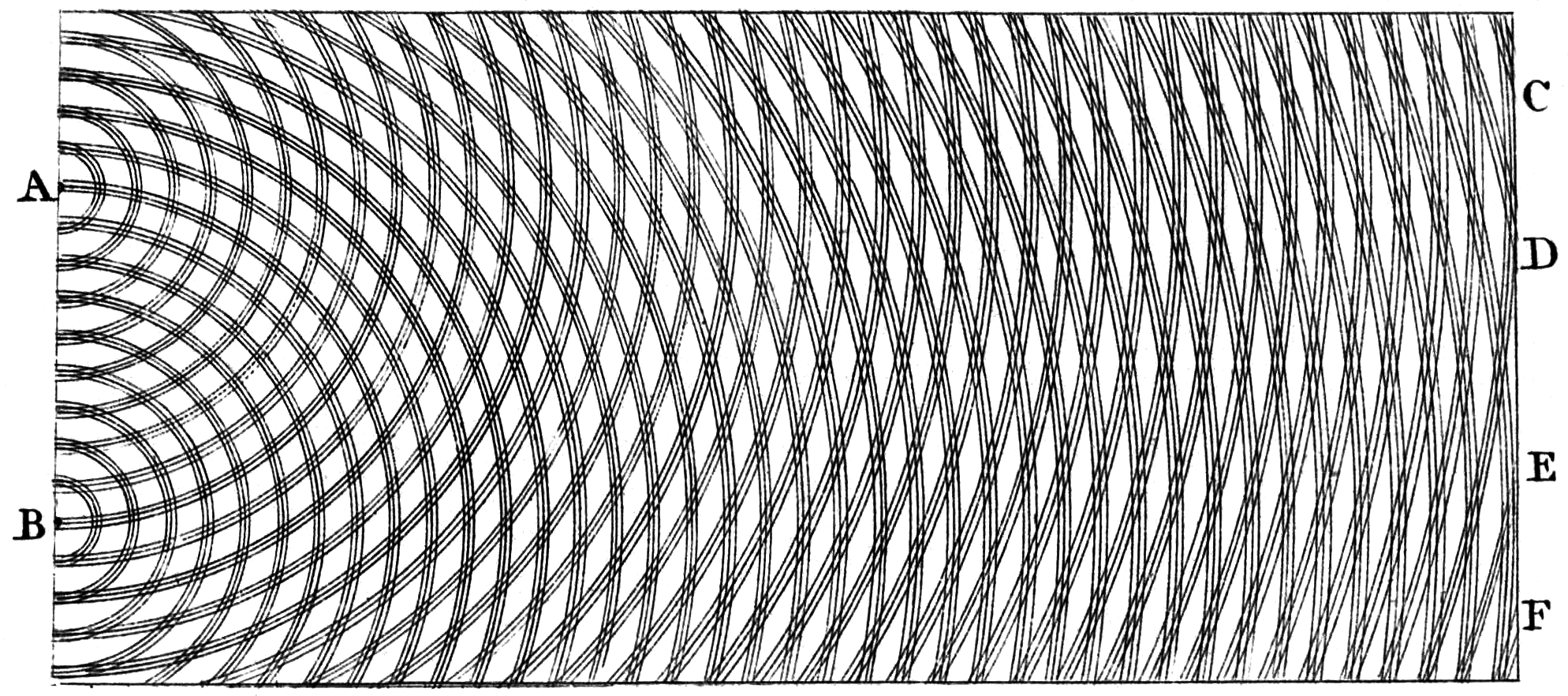
رسم يعود لسنة 1803 لتوماس يونغ يوضح الحيود الموجي في تجربة الشقين

حاجج ديمقريطس أن كل الأشياء في الكون بما في ذلك الضوء مكونة من مكونات فرعية غير مرئية. في بداية القرن الحادي عشر كتب العالم العربي ابن الهيثم أول كتاب شامل للبصريات واصفًا فيه الانعكاس والانكسار وعملية سفر أشعة الضوء خلال ثقب العدسة من نقطة الانبعاث نحو العين، وأكد أن هذه الأشعة مكونة من جسيمات الضوء. في عام 1630 عمم رينيه ديكارت وأجاز التوصيف الموجي المعاكس في مقالته حول الضوء، إذ يرينا كتابه «العالم» أن سلوك الضوء يمكن إعادة إنشائه من خلال تعديل الاضطرابات المشابهة للأمواج في وسط كوني أي مثل الأثير المضيء. بدايةً من عام 1670 وما بعدها بثلاثة عقود، طور إسحاق نيوتن ودافع عن نظريته في الانبعاث، محاججًا أن الخطوط المستقيمة بشكل مثالي للانعكاس تُظهر الطبيعة الجسيمية للضوء، فقط الجسيمات يمكنها السفر بهذه الخطوط المستقيمة. فسر الانكسار، أن جسيمات الضوء تتسارع أفقيًا قبل دخولها لوسط أكثف. تقريبًا في نفس الوقت، اشتق معاصرو نيوتن؛ روبرت هوك وكريستيان هيغنز ولاحقًا أوغستين جان فيرزنيل، رياضيًا وجهة النظر الموجية، إذ أظهروا أن الضوء إذا سافر بسرعات مختلفة وفي أوساط مختلفة يمكن تفسير الانعكاس ببساطة بالاعتماد على انتشار موجات الضوء في الوسط. كان مبدأ هيغنز-فيرزنيل ناجحًا جدًا في إعادة إنشاء سلوك الضوء ودُعم بعد ذلك باكتشاف توماس يونغ لتداخل أمواج الضوء من خلال تجربته للشق المزدوج عام 1801. لم تَحل وجهة النظر الموجية مباشرةً محل وجهة النظر الجسيمية أو الإشعاعية لكنها بدأت بالسيطرة على التفكير العلمي عن الضوء في منتصف القرن التاسع عشر وذلك لأنها تشرح ظاهرة الاستقطاب التي لم تستطع النظريات الأخرى شرحها.
اكتشف جيمس كلارك ماكسويل أنه باستطاعته تطبيق معادلاته (معادلات ماكسويل) بإضافة تعديل بسيط لشرح توالد الموجات الذاتي للحقول الكهربائية والمغناطيسية المتذبذبة. أصبح من الواضح أن الضوء المرئي والأشعة فوق البنفسجية والأشعة تحت الحمراء هي كلها موجات كهرومغناطيسية بترددات مختلفة.

### إشعاع الجسم الأسود وقانون بلانك
نشر ماكس بلانك عام 1901 تحليلًا نجح في إعادة إنشاء الطيف الواضح للضوء المنبعث من جسم متوهج. ولإنجاز ذلك، كان على بلانك وضع افتراض رياضي للطاقة الكمية للمذبذبات أي ذرات الجسم الأسود التي تبعث الإشعاع. اقترح آينشتاين لاحقًا أن الإشعاع الكهرومغناطيسي بذاته كمومي وليس طاقة الذرات الإشعاعية.
لم يكن ممكنًا تفسير إشعاع الجسم الأسود أي انبعاث الطاقة الكهرومغناطيسية بسبب حرارة الجسم بالحجج الكلاسيكية فقط. تقول مبرهنة التوزع المتساوي في الميكانيك الكلاسيكي، وهي أصل كل نظريات الترموديناميك الكلاسيكية، أن طاقة الجسم موزعة بشكل متساوي في كل أوضاع الجسم الاهتزازية، ولكن تطبيق ذات المنطق على الانبعاث الكهرومغناطيسي للجسم الحراري لم يكن ناجحًا جدًا. كانت الأجسام الحرارية التي تبعث الضوء معروفةً منذ زمن، وبما أن الضوء هو موجات كهرومغناطيسية أمِل علماء الفيزياء بتفسير هذا الانبعاث من خلال القوانين الكلاسيكية، وأصبح ذلك معروفًا بمشكلة الجسم الأسود. بما أن مبرهنة التوزيع المتساوي فعالة جدًا في تفسير الاوضاع الاهتزازية للجسم الحراري بذاته، كان من الطبيعي الافتراض أنها تعمل بشكل مساوي في تفسير الانبعاث الإشعاعي لتلك الأجسام. ولكن ظهرت مشكلة بسرعة، فإذا كان كل نمط يستقبل توزيعًا متساويًا من الطاقة عندها ستمتص أنماط أطوال الموجة القصيرة كل الطاقة، ويصبح ذلك جليًا عند تطبيق قانون رايلف-جانز والذي، بينما يتنبأ بشكل صحيح بشدة انبعاثات أطوال الموجة الطويلة، يتنبأ بطاقة لا نهائية عندما تحيد الشدة إلى اللانهاية في أطوال الموجة القصيرة. أصبح ذلك معروفًا بكارثة الأشعة فوق البنفسجية.
افترض ماكس بلانك عام 1900 أن تردد الضوء المنبعث من الجسم الأسود يعتمد على تردد المذبذب الذي يبعثه وأن طاقة هذه المذبذبات ترتفع بشكل خطي مع ارتفاع التردد (وفقًا للمعادلة  إذ h هو ثابت بلانك و f هو التردد). لم يكن ذلك اقتراحًا غير صحيح باعتبار المذبذبات المكروسكوبية التي تعمل بشكل مماثل عند دراسة خمس مذبذبات متناغمة بسيطة بسعة متساوية، يمتلك المذبذب ذو التردد الأعلى الطاقة الأعلى (على الرغم أن هذه العلاقة ليست خطية مثلما هو موجود عند بلانك). عند المطالبة أن الضوء ذو التردد العالي يجب أن يُبعث من مذبذب له ذات التردد والمطالبة أيضًا أن يكون هذا المذبذب ذو طاقة أعلى من مذبذب مشابه ولكن بتردد أقل، تجنب عندها بلانك أي كارثة معطيًا توزيعًا متساويًا للمذبذبات ذات التردد العالي التي أنتجت عددًا أقل من التذبذبات وضوءًا أقل انبعاثًا. وفي توزيع ماكسويل-بولتزمان قُمعت المذبذبات ذات التردد المنخفص والطاقة المنخفضة من قبل انقضاض الهزهزة الحرارية من المذبذبات ذات الطاقة الأعلى والتي ترفع بشكل ضروري طاقتها وترددها.
لعل أكثر الوجوه الثورية لتعامل بلانك مع الجسم الأسود أنه استند ضمنيًا على عدد صحيح من المذبذبات في التوازن الحراري مع الحقول الكهرومغناطيسية. تعطي المذبذبات كامل طاقتها للحقل الكهرومغناطيسي منتجةً كمًا من الضوء بقدر إثارتها من قبل الحقل الكهرومغناطيسي وتمتص كمًا من الضوء وتبدأ بالتذبذب على كل الترددات المتصلة. أنشأ بلانك عن عمد نظرية ذرية للجسم الأسود ولكنه أنشأ دون قصد نظرية ذرية للضوء وفيها لا ينتج الجسم الأسود أي كم من الضوء في أي تردد معطى بطاقة أقل من ناتج hf. ومع ذلك، عندما أدرك أنه كَمَّمَ الحقل المغناطيسي، استنكر أن الطبيعة الجسيمية للضوء تحد من افتراضه وأنها ليست خاصية للواقع.